# ۶ ذی‌القعده
۶ ذیقعده، ششمین روز از ماه ذیقعده در تقویم هجری قمری است.
در تقویم هجری قمری قراردادی این روز سیصد و یکمین روز سال است.

## مناسبت‌ها
- سالروز گرامیداشت مقام حضرت سید امیر احمد(ع) ملقب به شاهچراغ و سیدالسادات فرزند بزرگوار امام موسی کاظم(ع) است.

## درگذشتگان
- «ابوالحسن سهروردی» فقیه و ریاضی‌دان(۵۳۳ ق)
- «ابن هانی» شاعر و لغت‌شناس مسلمان(۷۳۳ ق)
- «میرزا ابوالحسن جلوه» فیلسوف و استاد اخلاق(۱۳۱۴ ق)
- «میرزا صادق آقا مجتهد تبریزی»، فقیه متکلم (۱۳۵۱ ق)